# 26-я пехотная дивизия (вермахт)
26-я пехотная дивизия (нем. 26. Infanterie-Division) — боевое соединение вермахта.

## Боевой путь
В июне 1940 года — на Западе, с июня 1941 года — на Восточном фронте.
В феврале 1943 года в составе 2-й армии находилась в районе Ливен.
В августе 1943 года оборонялась в районе Карачева.
В августе 1944 года уничтожена в составе группы армий «Северная Украина».
В сентябре 1944 вновь восстановлена как 26-я народная пехотная дивизия путём включения в неё 582-й народной пехотной дивизии и остатков 174-й резервной дивизии, с ноября 1944 года — на западе.

## Организация
| 1939 | 1942                                                     | 1943–1944                                                |
| --- | -------------------------------------------------------- | -------------------------------------------------------- |
| 39-й пехотный полк (Infanterie-Regiment 39)                                                                           | 39-й фузилёрский полк (Füsilier-Regiment 39)             | 39-й фузилёрский полк (Füsilier-Regiment 39)             |
| 77-й пехотный полк (Infanterie-Regiment 77)                                                                           | 77-й гренадёрский полк (Grenadier-Regiment 77)           | 77-й гренадёрский полк (Grenadier-Regiment 77)           |
| 78-й пехотный полк (Infanterie-Regiment 78)                                                                           | 78-й гренадёрский полк (Grenadier-Regiment 78)           | 78-й гренадёрский полк (Grenadier-Regiment 78)           |
| – | –                                                        | 26-й фузилёрский батальон (Füsilier-Bataillon 26)        |
| 26-й разведывательный батальон (Aufklärungs-Abteilung 26)                                                             | 26-й батальон самокатчиков (Radfahr-Abteilung 26)        | –                                                        |
| 26-й артиллерийский полк (Artillerie-Regiment 26)                                                                     |                                                          |                                                          |
| 1-й дивизион 62-го артиллерийского полка (I./Artillerie-Regiment 62)                                                  |                                                          |                                                          |
| 26-й сапёрный батальон (Pionier-Bataillon 26)                                                                         |                                                          |                                                          |
| 26-й дивизион ПТО (Panzerabwehr-Abteilung 26)                                                                         | 26-й противотанковый дивизион (Panzerjäger-Abteilung 26) | 26-й противотанковый дивизион (Panzerjäger-Abteilung 26) |
| 26-й батальон связи (Nachrichten-Abteilung 26)                                                                        |                                                          |                                                          |
| 26-й запасной батальон (Feldersatz-Bataillon 26)                                                                      |                                                          |                                                          |
| Войска подчинявшиеся командиру войск снабжения 26-й дивизии (Kommandeur der Infanterie-Divisions-Nachschubtruppen 26) |                                                          |                                                          |

## Командиры
- генерал пехоты Сигизмунд фон Форстер
- генерал-полковник Вальтер Вайс
- генерал пехоты Фридрих Визе
- генерал-лейтенант Йоханнес де Бур
- генерал-майор Хайнц Кокот

## Награждённые Рыцарским крестом Железного креста

### Рыцарский Крест Железного креста (22)
- Хельмут Хаун, 08.08.1941 – обер-лейтенант, адъютант 77-го пехотного полка
- Фриц Херцш, 08.08.1941 – полковник, командир 77-го пехотного полка
- Вальтер Вайс, 12.09.1941 – генерал-майор, командир 26-й пехотной дивизии
- Отто Шелль, 19.11.1941 – майор, командир 3-го батальона 39-го пехотного полка
- Фридрих Визе, 14.02.1942 – полковник, командир 39-го пехотного полка
- Арно Штёссель фон дер Хейде, 30.08.1942 – оберстлейтенант, командир 1-го батальона 78-го пехотного полка
- Фридрих Фогельзанг, 04.09.1942 – обер-фельдфебель, командир взвода 12-й роты 78-го пехотного полка
- Курт Матерн, 14.09.1942 – майор, командир 39-го пехотного полка
- Франц Минтерт, 14.09.1942 – обер-ефрейтор, наводчик 26-го противотанкового батальона
- Вильгельм Ниггемейер, 18.09.1942 – лейтенант резерва, командир 2-й роты 26-го сапёрного батальона
- Йозеф Швертхерр, 06.10.1942 – унтер-офицер, командир отделения 1-й роты 77-го пехотного полка
- Йозеф Бекманн, 07.09.1943 – обер-ефрейтор штаба 3-го батальона 39-го фузилёрного полка
- Кашпар Витткамп, 18.10.1943 – фельдфебель 4-й роты 77-го гренадерского полка
- Герман Бреер, 08.08.1944 – унтер-офицер, командир взвода 6-й роты 78-го гренадерского полка
- Йозеф Рааб, 16.10.1944 – капитан, командир боевой группы 77-го гренадерского полка
- Хайнц Юнкер, 14.01.1945 – лейтенант, командир взвода 1026-го дивизиона штурмовых орудий (2-я рота 26-го батальона истребителей танков)
- Рольф Кункель, 17.03.1945 – майор, командир 26-го фузилёрного батальона
- Пауль Бер, 28.03.1945 – капитан резерва, командир 13-й роты 39-го фузилёрного полка
- Ганс Нильсхон, 28.03.1945 – майор, командир 3-го дивизиона 26-го артиллерийского полка
- Антон Беккер, 05.04.1945 – капитан резерва, адъютант 77-го гренадерского полка
- Герхард Майер, 05.04.1945 – лейтенант резерва, командир роты 26-го батальона истребителей танков
- Генрих Кемлер, 14.04.1945 – капитан, командир 2-го батальона 78-го гренадерского полка

### Рыцарский Крест Железного креста с Дубовыми листьями
- Вильгельм Ниггемейер (№ 241), 17.05.1943 – обер-лейтенант резерва, адъютант 26-го сапёрного батальона